# 阿拉里利亚
阿拉里利亚，是西班牙卡斯蒂利亚-拉曼恰瓜达拉哈拉省的一个市镇。总面积22平方公里，总人口129人（2001年），人口密度6人/平方公里。